# Front Porch Campaign

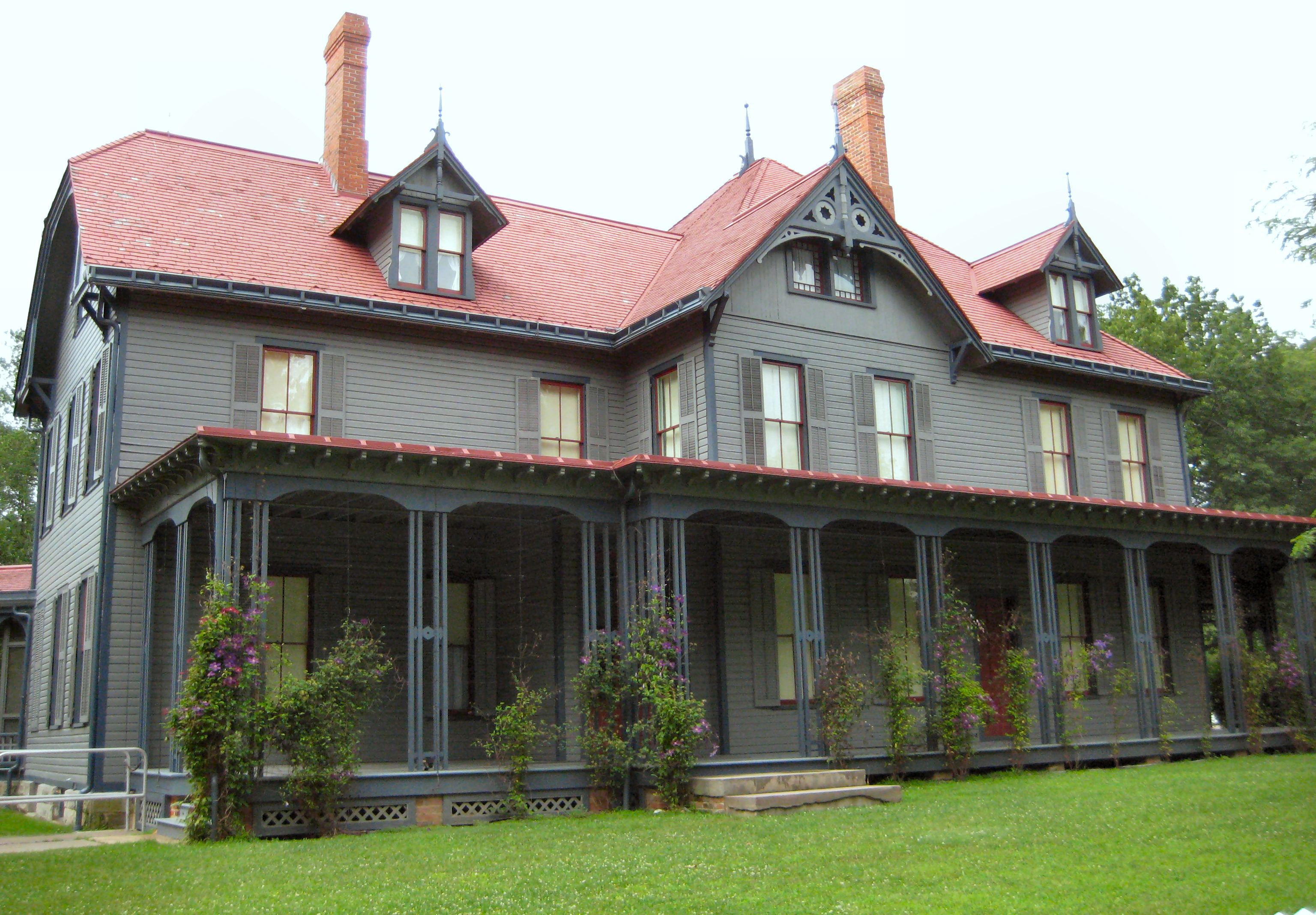
James A. Garfield National Historic Site (2009); von dieser Veranda aus führte James A. Garfield hauptsächlich den Wahlkampf für die Präsidentschaftswahl in den Vereinigten Staaten 1880.

Eine Front Porch Campaign ist ein Begriff aus der amerikanischen Politik und bezeichnet einen Wahlkampf, der von zuhause aus, im wörtlichen Sinne von der Veranda aus, geführt wird. 

## Entstehung und Blütezeit derFront Porch Campaign
Als erster Wahlkampf dieser Art gilt die Kampagne von James A. Garfield während der Präsidentschaftswahl in den Vereinigten Staaten 1880. Dabei hielt sich Garfield überwiegend in seinem Privathaus in Mentor auf, wo er zuvor aufgrund seiner Tätigkeit als Kongressabgeordneter nur wenig Zeit verbracht hatte, empfing Besucherdelegationen auf der Veranda und hielt von dort aus Reden. Diese Form des Wahlkampfes erfolgte auch deshalb, weil es im Gilded Age als nicht angemessen für einen Präsidentschaftskandidaten galt, Wahlwerbung zu betreiben. Den landesweiten Wahlkampf auf entsprechenden Veranstaltungen führten für Garfield sein Running Mate Chester A. Arthur und Roscoe Conkling. Die Erfindung der Front Porch Campaign als ein Mittel der Wahlkampfführung wird den Republikanern zugeschrieben.
Die Front Porch Campaign Garfields erwies sich als so erfolgreich, dass sie von Benjamin Harrison und Grover Cleveland bei der Präsidentschaftswahl 1888 sowie von William McKinley im Jahr 1896 kopiert wurde. Harrison entschied sich für diese Form der Wahlkampfführung auch deshalb, weil sein Privathaus in Indianapolis und somit einem damaligen Swing State lag. Seine Front Porch Campaign erwies sich als wegweisend, denn in den letzten sechs Wochen des Wahlkampfes hielt er von der Veranda aus bis zu 90 Reden vor insgesamt 300.000 Zuhörern. McKinley imitierte Harrisons Taktik bei der Präsidentschaftswahl 1896, obwohl er parteiintern unter Druck gesetzt wurde, wie sein Konkurrent William Jennings Bryan, der als außergewöhnlich begabter Redner galt, das Land auf einer Wahlkampftour zu bereisen. Mark Hanna, Vorsitzender des Republican National Committee und größter Geldgeber McKinleys, leitete hauptverantwortlich die Front Porch Campaign, fasste Besuchergruppen zusammen und handelte mit der Bahn Ermäßigungen für Fahrten zu McKinleys Haus in Canton, Ohio, aus. McKinley hielt von der Veranda aus mehr als 300 Reden, die landesweit in Zeitungen veröffentlicht wurden, und sprach dabei zu insgesamt 750.000 Zuhörern. Mit diesem Wahlkampf ging der Begriff Front Porch Campaign in den allgemeinen Sprachgebrauch ein. Ab 1904 war die Hochphase dieser Kampagnenführung vorüber. Zwar war die Bevölkerung durch neue Verkehrsmittel mobiler geworden, allerdings war die Bereitschaft, aus politischen Gründen weite Reisen auf sich zu nehmen, gesunken. Dies war auch dem Umstand geschuldet, dass die politischen Auseinandersetzungen zusehends in Zeitungen und weniger auf der Straße geführt wurden. So erwarteten die Wähler nun, dass die Kandidaten ihre Nähe auf Wahlkampftouren suchten.

## Rose Garden Campaign
Auch Warren G. Harding führte bei der Präsidentschaftswahl 1920 die ersten Wochen seiner Kampagne bis in den August hinein von der heimischen Veranda aus. Große Ähnlichkeiten zu einer Front Porch Campaign wiesen des Weiteren die Wahlkämpfe einiger amtierender amerikanischer Präsidenten des 20. Jahrhunderts auf, die deshalb auch als Rose Garden Campaigns in Anlehnung an den White House Rose Garden  bekannt sind. Dazu zählen die Kampagnen von Franklin D. Roosevelt zur Wiederwahl in den Jahren 1936, 1940 und 1944, wobei diese seiner beeinträchtigten Gesundheit geschuldet waren. Auch die erfolgreiche  Wiederwahl von Richard Nixon und später Ronald Reagan im Jahr 1984 gelten als Rose Garden Campaigns sowie die gescheiterte Wiederwahl von Jimmy Carter 1980.